# Alsodes australis
Alsodes australis is een amfibie dat behoort tot de orde kikkers (Anura) en de familie Alsodidae. De soort werd voor het eerst wetenschappelijk beschreven door Juan Ramón Formas, Carmen A. Úbeda, Cesar C. Cuevas en Jose J. Nuñez in 1997.
De kikker werd lange tijd tot de familie Cycloramphidae gerekend. De soort leeft in delen van Zuid-Amerika en komt voor in de landen Argentinië en Chili.